# Хуштада (река)
Хуштада — река в России, протекает в Цумандинском районе Республики Дагестан. Длина реки составляет 14 км. Площадь водосборного бассейна — 48 км².
Начинается на северном склоне горы Цебара, относящейся к хребту Берхтулимеэр. Течёт в общем западном направлении через сёла Тлондода и Хуштада. Устье реки находится в 77 км по правому берегу реки Андийское Койсу напротив села Агвали.
Основной приток — река Цинбахли, впадает справа.

## Данные водного реестра
По данным государственного водного реестра России относится к Западно-Каспийскому бассейновому округу, водохозяйственный участок реки — Сулак от истока до Чиркейского гидроузла. Речной бассейн реки — Терек.
Код объекта в государственном водном реестре — 07030000112109300000520.